# Ізабель Вайдеман
Ізабель Вайдеман (англ. Isabelle Weidemann; нар. 18 липня 1995) — канадська ковзанярка, чемпіонка, срібна та бронзова призерка Олімпійських ігор 2022 року, призерка чемпіонатів світу.

## Олімпійські ігри
| Рік  | Місто                     | 3000 метрів | 5000 метрів | Командна гонка |
| ---- | ------------------------- | ----------- | ----------- | -------------- |
| 2018 | Пхьончхан, Південна Корея | 7           | 6           | 4              |
| 2022 | Пекін, Китай              | 3           | 2           | 1              |

## Чемпіонат світу
| Рік  | Місто                  | 1500 метрів | 3000 метрів | 5000 метрів | Командна гонка |
| ---- | ---------------------- | ----------- | ----------- | ----------- | -------------- |
| 2016 | Коломна, Росія         | —           | 10          | 5           | 6              |
| 2017 | Каннин, Південна Корея | —           | 9           | 6           | DNF            |
| 2019 | Інцель, Німеччина      | —           | 7           | 4           | 4              |
| 2020 | Солт-Лейк-Сіті, США    | 16          | 10          | 6           | 3              |
| 2021 | Геренвен, Нідерланди   | —           | 5           | 4           | 2              |